# Tierra Oscura
Tierra Oscura ist ein Corregimiento des Bezirks Bocas del Toro in der Provinz Bocas del Toro in Panama. Bei der Volkszählung im Jahr 2023 hatte es 1771 Einwohner. Das Corregimiento erstreckt sich über eine Fläche von 49,5 km².
Die Comarca wurde durch Gesetz Nr. 10 vom 7. März 1997 geschaffen und ergänzt durch Gesetz Nr. 5 vom 19. Januar 1998 sowie Gesetz Nr. 69 vom 28. Oktober 1998.

## Bevölkerung
Die folgende Tabelle zeigt die Bevölkerung des Corregimientos Tierra Oscura, wie es in den Volkszählungen 2000, 2010 und 2023 erfasst wurde.
| Jahr         | 2000 | 2010 | 2023 |
| ------------ | ---- | ---- | ---- |
| Einwohner    | 1950 | 2661 | 1771 |
| davon Männer | 1033 | 1389 | 909  |
| davon Frauen | 917  | 1272 | 862  |

## Orte
Im Corregimiento Tierra Oscura befinden sich folgende Orte:
- Aguacate
- Bella Vista o Bay View o Punta Bermúdez
- Cerro Brujo
- Hope Well o Buena Esperanza
- Isla de Bagui
- Loma Partida
- Loma Santos
- Pueblo Nuevo
- Punta Afuera
- Shark Hole o Quebrada Marañón
- Tierra Oscura
- Tiger Key o Isla Tigre